# Red Ball Express

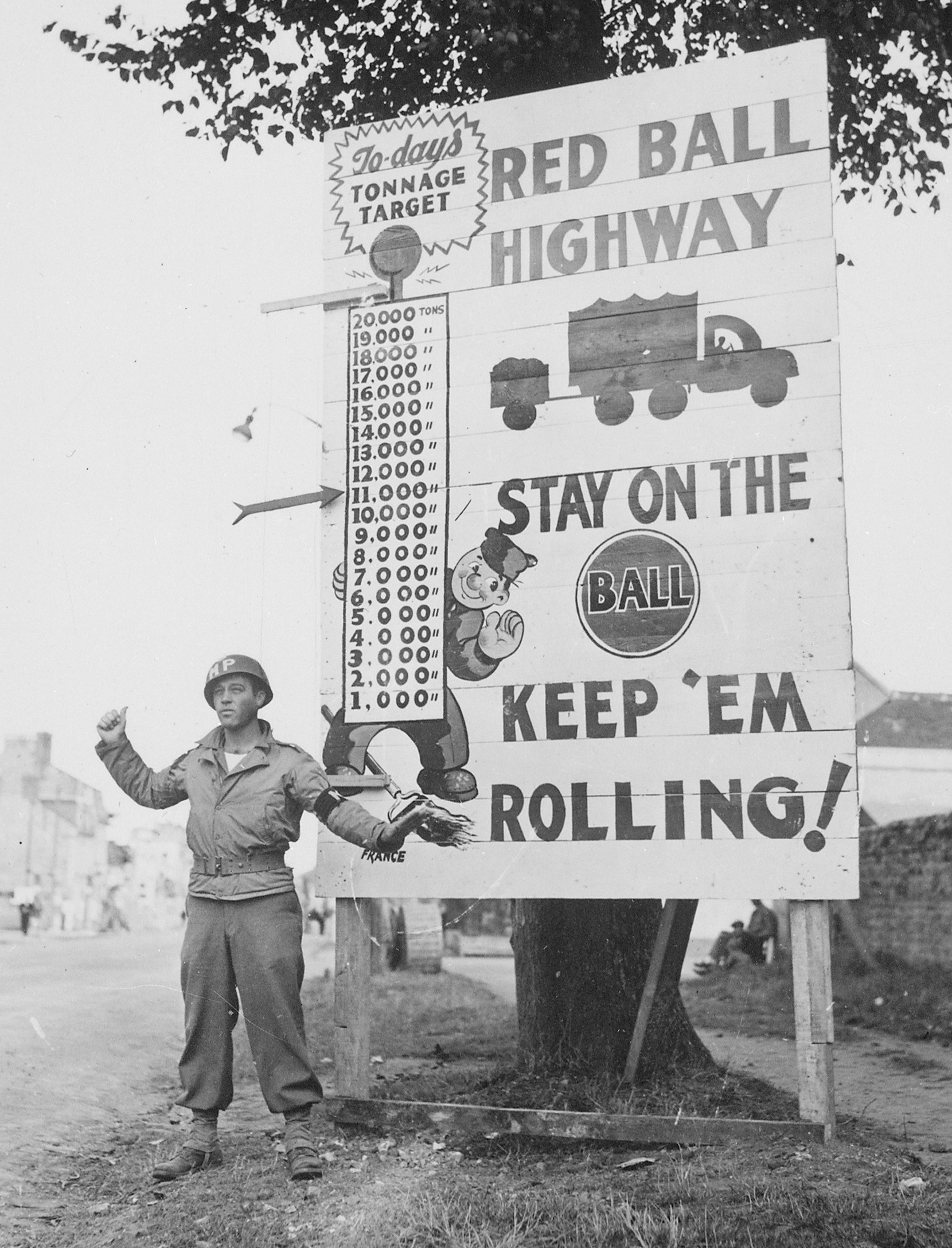
Soldado da Polícia Militar do Exército ao lado de uma placa sinalizando a rota do Red Ball.

O Red Ball Express (em português:  Expresso Bola Vermelha) foi um famoso sistema de comboios de caminhões que abasteceu as forças Aliadas que avançavam rapidamente pela Europa, após avançarem para fora das praias invadidas no Dia-D, na Normandia, em 1944. Para enviar carga ao front de batalha, caminhões marcados com bolas vermelhas seguiam uma rota especialmente marcada, que havia sido fechada para tráfego civil.
Concebido durante uma reunião de emergência que durou 36 horas, o sistema de comboios começou a operar em 25 de agosto de 1944. Operado majoritariamente por afro-americanos, o Expresso operou, em seus momentos de maior atividade, com 5 958 veículos, transportando cerca de 12 500 toneladas de suprimentos todos os dias. Ele durou 83 dias, até 16 de novembro, quando os portos da Antuérpia foram reabertos, as linhas ferroviárias francesas haviam sido suficientemente reparadas, e oleodutos portáteis para combustível foram montados.

## História

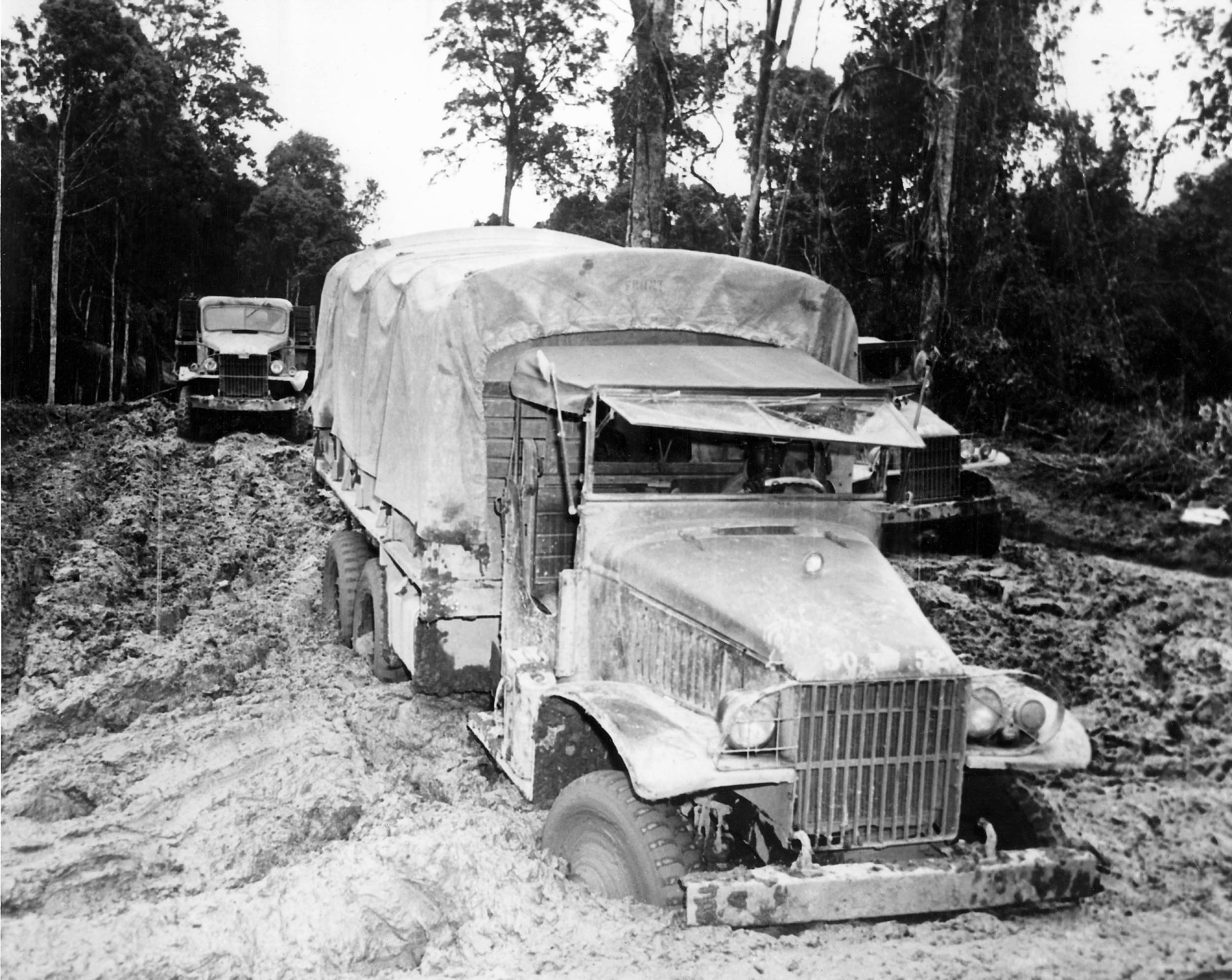
Um caminhão do Red Ball Express atolado na lama.

O uso do termo e símbolo da "bola vermelha" para marcar carga de entrega urgente existe desde, pelo menos, o final do século XIX. Por volta de 1892, a Ferrovia Santa Fe começou a usar o termo para se referir a carga de alta prioridade e perecíveis. Esses trens, e os trilhos em que operavam, foram marcados com discos vermelhos. O termo cresceu em popularidade e já era muito usado na década de 1920.
A necessidade de um sistema de transportes urgentes durante a Segunda Guerra Mundial surgiu no front europeu após a bem-sucedida invasão da Normandia, no chamado Dia-D. Os Aliados acabaram conquistando terreno tão rapidamente que deixaram suas linhas de suprimento para trás: No final de julho, com a quebra das linhas alemãs, iniciou-se um avanço apressado até o Rio Sena, pois as forças americanas iniciaram uma perseguição ao 7.º Exército Alemão que não havia sido prevista pelo alto comando Aliado. Logo, os planos aliados foram alterados, pois o Décimo Segundo Grupamento do Exército Americano, comandado pelo general Omar Bradley, agora esperava ultrapassar o exército alemão e prendê-lo entre o Rio Sena e a Normandia, a exemplo do que havia acontecido na Bolsa de Falaise. Logo, haviam 28 divisões americanas necessitando de entregas diárias de suprimentos. Durante operações ofensivas, cada divisão consumia cerca de 750 toneladas de suprimentos por dia, totalizando cerca de 21000 toneladas diárias. Entretanto, para prejudicar as manobras das forças alemãs, os aliados haviam bombardeado extensivamente as ferrovias da França nas semanas que antecederam o ataque. Como o único modo de abastecer as linhas de frente era por caminhão, foi criado o Red Ball Express.

## Funcionamento

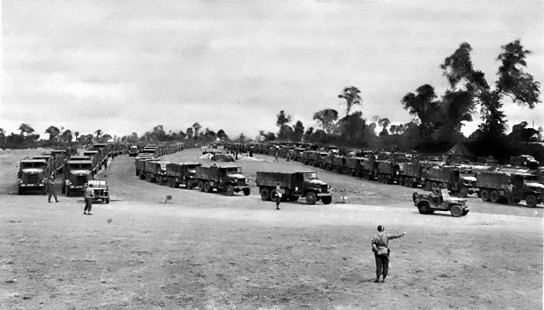
Caminhões do Red Ball passando por um posto de controle.

O expresso chegou a contar com 5 958 veículos, transportando cerca de 12 500 toneladas de suprimentos todos os dias. O Coronel Loren Albert Ayers estava encarregado de encontrar dois motoristas para cada caminhão, obter equipamento especial, e treinar membros de batalhões portuários como motoristas, para viagens longas. Soldados de outras divisões, fisicamente capazes, que não desempenhavam funções críticas em suas unidades foram designados como motoristas. Quase 75% dos motoristas selecionados para o Red Ball eram afro-americanos.
Para manter o fluxo de suprimentos constante, duas rotas foram abertas de Cherbourg até o posto avançado de logística, em Chartres. A rota norte era usada para entregar suprimentos, e a sul para o retorno dos caminhões vazios. Ambas as rotas foram fechadas para o tráfego civil. Caminhões avariados eram consertados no local onde quebravam por unidades de reparo móveis, ou então rebocados para pátios na retaguarda. Postos de parada realizavam mais de 1500 reparos por dia.
Oficialmente, só comboios de cinco ou mais caminhões eram permitidos, escoltados por um jipe na frente e outro atrás. Os caminhões eram numerados de acordo com sua posição relativa na fileira, e deveriam dirigir a 60 pés de distância um do outro. Em realidade, era comum que os caminhões partissem sozinhos de Cherbourg assim que estivessem carregados. Também era comum que se desativassem os controladores da velocidade dos caminhões, que limitavam a velocidade em 90 km/h.
Comboios eram um alvo prioritário para a Luftwaffe, porém em 1944 o poderio aéreo alemão estava tão debilitado na região que mesmo esses alvos fáceis eram raramente atacados. Os maiores problemas encarados pelo Expresso eram a manutenção, a obtenção de motoristas e a exaustão dos integrantes.
Caminhões eram abastecidos em postos previamente estabelecidos nas estradas. Alguns prisioneiros alemães recebiam a tarefa de verificar a pressão dos pneus e o nível do óleo, e de limpar os para-brisas.
Para controlar o tráfego e garantir a segurança da rota, o 793º Batalhão da Polícia Militar, ativado em dezembro de 1942, foi enviado para a rota do Red Ball de agosto até dezembro. Em comemoração à história inicial do batalhão, sua insígnia moderna mostra duas bolas vermelhas em uma linha amarela diagonal, com um campo verde no fundo (verde e amarelo são as cores da Polícia Militar do Exército dos Estados Unidos).